# Pseudaletia brevipennis
Pseudaletia brevipennis là một loài bướm đêm trong họ Noctuidae.